# سیارک ۳۶۷۸
سیارک ۳۶۷۸ (به انگلیسی: 3678 Mongmanwai، نامگذاری:1966BO) سه هزار و ششصد و هفتاد و هشتمین سیارک کشف شده‌است که در ۲۰ ژانویه ۱۹۶۶ کشف شد.
قدر مطلق سیارک برابر ۱۲٫۶۰ است.